# 池田重利
池田 重利（いけだ しげとし）は、安土桃山時代から江戸時代前期にかけての僧・大名。播磨新宮藩初代藩主。元は本願寺の坊官であり、下間 頼広（しもつま らいこう）と名乗った。下間系池田家初代。

## 生涯
本願寺の坊官・下間頼龍の長男。はじめ父と共に東本願寺の教如に仕えたが、教如とは相性が悪く父が死んだ慶長14年（1609年）に叔父（母の異父弟）の播磨姫路藩主池田輝政の元へ出奔した。頼広は学識や武芸に通じていた事から、輝政から仕官を勧められて3000石をもって輝政の嫡子利隆の補佐を命じられた。その際、利隆の諱から一字取り下間重利と改名している（偏諱）。慶長18年（1613年）に輝政が亡くなり利隆が家督を継ぐと池田姓を与えられて池田重利と改姓。翌慶長19年（1614年）には池田氏重臣として徳川家康に拝謁している。
大坂の陣では利隆から尼崎城守備を命じられ、代官である甥の建部政長が幼少のため彼を助けて守った。この戦功で戦後に政長と共に川辺郡・西成郡で1万石を与えられて摂津尼崎藩が成立、大名となった。元和2年（1616年）に利隆が亡くなり嫡男の光政が家督を継いだが、幼少のため翌元和3年（1617年）に姫路藩から因幡鳥取藩へ転封、重利も宗主である池田氏の転封により播磨揖東郡鵤荘に転封。揖東郡の村々を政長と分割、26ヶ村を領有した（政長は林田藩を立藩）。
陣屋は初め鵤の太子寺（現在の斑鳩寺）の西に建てたが、寛永2年（1625年）に家老村上左兵衛が殺人を起こして龍野藩へ逃亡する事件が発生、左兵衛を切腹させたが龍野藩や姫路藩本多氏と対立したことが原因で、寛永3年（1626年）に揖東郡の新宮に陣屋を設置し、新宮藩を創設した。
それから5年後の寛永8年（1631年）に46歳で死去、家督は長男の重政が継いだ。

### 所領変遷
| 郡名   | 村名     | 石高    | M22市制町村制施行 | 現在                         |
| ------ | -------- | ------- | ----------------- | ---------------------------- |
| 揖西郡 | 山津屋村 | 405.685 | 神部村            | たつの市（旧揖保郡揖保川町） |
| 揖西郡 | 二塚村   | 472.415 | 半田村            | たつの市（旧揖保郡揖保川町） |
| 揖西郡 | 片嶋村   | 603.420 | 半田村            | たつの市（旧揖保郡揖保川町） |
| 飾東郡 | 平野村内 | 802.340 | 城北村            | 姫路市                       |
| 赤穂郡 | 若狭野村 | 603.420 | 若狭野村          | 相生市                       |

| 郡名   | 石高     |
| ------ | -------- |
| 揖西郡 | 1487.780 |
| 加古郡 | 911.790  |
| 明石郡 | 600.430  |

| 郡名   | 村名                          | 石高                      |
| ------ | ----------------------------- | ------------------------- |
| 川辺郡 | 次屋                          | 615．450                  |
| 川辺郡 | 杭瀬                          | 861.000                   |
| 川辺郡 | 梶ヵ島                        | 120.000                   |
| 川辺郡 | 下坂部                        | 521.665                   |
| 川辺郡 | 長洲のうち （中長洲・東長洲） | 2,539.810のうち 1,052.826 |
| 川辺郡 | 尾浜                          | 566.030                   |
| 川辺郡 | 水堂のうち                    | 686.665                   |
| 西成郡 | 大道 別所 辻 中嶋             | 1,804.092                 |
| 西成郡 | 橋寺                          | 287.850                   |
| 西成郡 | 三番のうち                    | 662.376のうち 593.690     |
| 西成郡 | 上新庄 下新庄                 | 1,246.580                 |
| 西成郡 | 東寺 馬嶋 高畠 淡路荘         | 785.540                   |
| 西成郡 | 南方 （川口・浜）のうち       | 1,580.000のうち 435.700   |
| 西成郡 | 宮原のうち （宮原北ノ荘）     | 886.590のうち 253.230     |
| 西成郡 | 堺ノ上・新在家のうち          | 865.793のうち 176.220     |

| 郡名   | 村名       | 慶長検地石高 | 正保郷帳石高 | M22市制町村制施行 | 現在                       |
| ------ | ---------- | ------------ | ------------ | ----------------- | -------------------------- |
| 揖東郡 | 鵤         | 950.614      | 850.622      | 斑鳩村            | 揖保郡太子町               |
| 揖東郡 | 太子のうち | 221.382      | 154.300      | 斑鳩村            | 揖保郡太子町               |
| 揖東郡 | 馬場       | 462.265      | 385.220      | 斑鳩村            | 揖保郡太子町               |
| 揖東郡 | 太田原     | 206.100      | 171.750      | 太田村            | 揖保郡太子町               |
| 揖東郡 | 平方のうち | 348.681      | 290.560      | 龍田村            | 揖保郡太子町               |
| 揖東郡 | 助久       | 329.590      | 274.600      | 龍田村            | 揖保郡太子町               |
| 揖東郡 | 篠首       | 395.590      | 329.658      | 香島村            | たつの市（旧揖保郡新宮町） |
| 揖東郡 | 上香山     | 688.000      | 573.330      | 香島村            | たつの市（旧揖保郡新宮町） |
| 揖東郡 | 上篠       | 429.013      | 357.510      | 香島村            | たつの市（旧揖保郡新宮町） |
| 揖東郡 | 下篠       | 522.802      | 435.661      | 香島村            | たつの市（旧揖保郡新宮町） |
| 揖東郡 | 吉島       | 504.380      | 420.317      | 香島村            | たつの市（旧揖保郡新宮町） |
| 揖東郡 | 宮内       | 295.694      | 246.410      | 新宮村            | たつの市（旧揖保郡新宮町） |
| 揖東郡 | 新宮       | 666.694      | 555.578      | 新宮村            | たつの市（旧揖保郡新宮町） |
| 揖東郡 | 井野原     | 696.082      | 580.006      | 新宮村            | たつの市（旧揖保郡新宮町） |
| 揖東郡 | 曽我井     | 174.422      | 145.359      | 新宮村            | たつの市（旧揖保郡新宮町） |
| 揖東郡 | 段上       | 659.870      | 549.890      | 越部村            | たつの市（旧揖保郡新宮町） |
| 揖東郡 | 一野保     | 409.349      | 341.1245     | 越部村            | たつの市（旧揖保郡新宮町） |
| 揖東郡 | 馬立       | 299.677      | 249.7305     | 越部村            | たつの市（旧揖保郡新宮町） |
| 揖東郡 | 中荘       | 427.370      | 356.1405     | 越部村            | たつの市（旧揖保郡新宮町） |
| 揖東郡 | 下野田     | 400.196      | 333.4965     | 越部村            | たつの市（旧揖保郡新宮町） |
| 揖東郡 | 山田       | 477.700      | 398.083      | 林田村            | 姫路市（旧揖保郡林田町）   |
| 揖東郡 | 太市中     | 435.500      | 362.910      | 太市村            | 姫路市                     |
| 揖東郡 | 大住寺     | 605.874      | 540.895      | 神岡村            | たつの市                   |
| 揖東郡 | 中井       | 444.151      | 370.125      | 小宅村            | たつの市                   |
| 揖東郡 | 鵤宿       | 867.192      | 722.660      | 誉田村            | たつの市                   |
| 揖東郡 | 平松       | 233.260      | 194.380      | 大津村            | 姫路市大津区               |

## 系譜
- 父：下間頼龍
- 母：七条 - 池田恒興の養女、織田信時の娘
- 正室：山口宗永の娘
  - 長男：池田重政（1603年 - 1651年）
- 生母不明の子女
  - 女子：榎本某室

重利の姉妹は池田輝政の姪にあたるため、日置忠俊（池田家臣）室、建部光重室、徳永昌重正室、大久保外記（大久保長安の次男）室、丹羽幸元（池田家臣）室は全て輝政の養女として嫁いだ。